# Aloe crassipes
Aloe crassipes é uma espécie de liliopsida do gênero Aloe, pertencente à família Asphodelaceae.